# Arroyofrío (Teruel)
Arroyofrío es una localidad española del municipio de Jabaloyas, perteneciente a la provincia de Teruel, en la comunidad autónoma de Aragón. Está ubicada en la sierra de Albarracín.

## Geografía
En los alrededores de la localidad se encuentra el monte Cruz de Lázaro, con una altitud de 1724 m.

## Historia
En 1606, el obispo de Albarracín, don Vicente Roca de la Serna (1606-1608), dio un decreto para erigir una vicaría que comprendía las masadas de Arroyofrío y El Toril, las primeras pertenecientes a Jabaloyas y a Terriente las otras. Tal decisión no se llevaría a efecto por los problemas económicos, siendo en su lugar fundada una capellanía en 1607 con el fin de dotar a Arroyofrío de un servicio espiritual y también montar una pequeña escuela donde alfabetizar a los niños.
La capellanía de Arroyofrío se unió a la vicaría del Valle de San Pedro unos años más tarde, publicándose en 1634 y en 1638 edictos para la provisión de estas.
No dándose por satisfechos, en 1647 los habitantes del pueblo recurrieron al obispo de Albarracín, don Martín de Funes Lafiguera (1645-1653), pidiendo que se les suministraran los sacramentos y se pudiera dar sepultura a los difuntos, pues eran ya 25 vecinos. La gestión tuvo éxito y (en 1648) decretó la parroquia de la Santísima Trinidad de Arroyofrío, desmembrándola de la de Jabaloyas, quedando agregado todo el Valle de San Pedro a la nueva parroquia. Su primer párroco sería Diego Pérez, nombrado el 5 de febrero de 1649.
A Jabaloyas, la pérdida de su antiguo territorio -con la consiguiente merma administrativa de los derechos diezmales y primicias- no les gustó, por lo que recurrieron ante el obispo, aunque su petición fue desatendida y siguió independiente, siendo la única diócesis de Albarracín erigida en un barrio perteneciente a otro municipio.
A finales del siglo XVII (1689), el obispo de Albarracín, Miguel Jerónimo Fombuena (1683-1700), realizó la visita pastoral a la parroquia, dejando una descripción de la misma:

Item la qual tiene iglesia parroquial con sacristía, una torrecita pequeña con dos campanas pequeñas y pila bautismal. y el altar es de pintura y talla dorado con su sacrario incorporado en el mismo retablo con dos rematitos que salen de la talla y el cuadro es de la Sma. Trinidad, y al lado del ebangelio ai otro altar con un cuadro antiguo de la Sma. Trinidad, digo retablico de pincel en tabla dorado.

Quedan reflejadas las reformas introducidas al ser elevada la antigua ermita a iglesia parroquial, aparece la torre con sus campanas, así como la pila bautismal, tiene un nuevo Altar Mayor, habiendo quedado el pequeño retablo gótico al lado del Evangelio. Carece de otras capillas y altares, lo que denota la sencillez de la iglesia.
A mediados del siglo XIX, el lugar tenía contabilizadas 30 casas. Aparece descrito en el tercer volumen del Diccionario geográfico-estadístico-histórico de España y sus posesiones de Ultramar de Pascual Madoz de la siguiente manera:

ARROYO FRIO: barrio de la prov. de Teruel, part. jud. de Albarracin, jurisd. del l. de Javaloyas: sit. á la falda de un cerro de la sierra á que da nombre la cab. de part., en parage llano y despejado, combatido principalmente por los vientos del N., con clima saludable. Se compone de 30 casas y 1 igl. parr. bajo la advocacion de la Santísima Trinidad, servida por 1 cura y 1 sacristan; el curato es de entrada y lo provee S. M. ó el diocesano mediante oposicion en concurso general. Inmediata á las casas hay 1 fuente de buenas aguas de las que se surten los vec. para beber y demas usos domésticos, y 1 ermita dedicada á San Antonio. Los confines de su térm., calidad del terreno, prod. y demas (V. Jovaloyas, en cuya jurisd. se halla enclavado,  y de cuyo pueblo dista 1. legua).
(Madoz, 1846, p. 30)

Eclesiásticamente, Arroyofrío pertenece en la actualidad al Arciprestazgo de Albarracín, formado por 6 unidades pastorales con un total de 27 municipios. La Unidad Pastoral de Terriente engloba a El Vallecillo, Arroyofrío, Masegoso, Terriente y Toril, siendo su actual sacerdote Javier Catalán Sangüesa.

## Demografía[4]
| 2000 |  | 2001 |  | 2002 |  | 2003 |  | 2004 |  | 2005 |  | 2006 |  | 2007 |  | 2008 |  | 2009 |
| ---- |  | ---- |  | ---- |  | ---- |  | ---- |  | ---- |  | ---- |  | ---- |  | ---- |  | ---- |
| 15   |  | 15   |  | 15   |  | 14   |  | 16   |  | 17   |  | 16   |  | 16   |  | 14   |  | 14   |

## Patrimonio histórico-artístico
En la localidad hay una iglesia bajo la advocación de la Santísima Trinidad, con fábrica del siglo XVII.

## Tradiciones y romerías
Entre las tradiciones antiguas, la más popular era la Romería de San Cristóbal, celebración anual que tenía lugar el 10 de julio, onomástica de san Cristóbal. Con motivo de la romería, la comisión de fiestas solicitaba la colaboración vecinal, incluyendo Arroyofrío. La colecta de harina panificable (huevos o dinero) comenzaba el Domingo de la Trinidad en Arroyofrío: «A tal efecto, las cuatro mujeres de los cargos con sus respectivas mozas del Santo se desplazaban a la aldea, vestidas para la ocasión, siendo lo más característico del atuendo el delantal o mandil blanco bordado que se ponían sobre las ropas. Así engalanadas iban por las calles, llamando de puerta en puerta y anunciándose como las santeras de san Cristóbal, portando recipientes adecuados para recoger los donativos (capazos o escriños)».-